# Rajd Maroka 1973
Rajd Maroka 1973 (pełna nazwa: 16ème Rallye du Maroc) – piąta runda Rajdowych Mistrzostw Świata sezonu 1973, która odbyła się w dniach 8-13 maja. Zwycięzcą został Bernard Darniche.

## Zwycięzcy odcinków specjalnych[1]
| Dzień       | OS | Nazwa           | Długość   | Zwycięzca           | Czas    | Śred. pręd. | Lider rajdu      |
| ----------- | -- | --------------- | --------- | ------------------- | ------- | ----------- | ---------------- |
| 1 (9 maja)  | 1  | El Khatouat     | 95,00 km  | Bernard Darniche    | 1:06.14 | 86,06 km/h  | Bernard Darniche |
| 1 (9 maja)  | 2  | Col du Zegota   | 30,00 km  | Bernard Darniche    | 14:13   | 126,61 km/h | Bernard Darniche |
| 1 (9 maja)  | 3  | Kettama         | 40,00 km  | Bernard Darniche    | 21:56   | 109,42 km/h | Bernard Darniche |
| 1 (9 maja)  | 4  | Tleta - Kettama | 30,00 km  | Bernard Darniche    | 15:42   | 114,65 km/h | Bernard Darniche |
|             |    |                 |           |                     |         |             | Bernard Darniche |
| 2 (10 maja) | 5  | Missour         | 175,00 km | Bernard Darniche    | 2:02.45 | 85,54 km/h  | Bernard Darniche |
| 2 (10 maja) | 6  | Rich            | 205,00 km | Jean-Luc Thérier    | 2:52.53 | 71,15 km/h  | Bernard Darniche |
|             |    |                 |           |                     |         |             | Bernard Darniche |
| 3 (11 maja) | 7  | Tizi N'Test     | 87,00 km  | Jean-Luc Thérier    | 1:00.37 | 86,11 km/h  | Bernard Darniche |
| 3 (11 maja) | 8  | Foum Zguid      | 250,00 km | Jean Deschazeaux    | 2:57.58 | 84,29 km/h  | Bernard Darniche |
| 3 (11 maja) | 9  | Tazenakht       | 90,00 km  | Jean-Pierre Nicolas | 47:29   | 113,72 km/h | Bernard Darniche |
|             |    |                 |           |                     |         |             | Bernard Darniche |
| 4 (12 maja) | 10 | Ntchka          | 20,00 km  | Jean-Luc Thérier    | 10:23   | 115,57 km/h | Bernard Darniche |
| 4 (12 maja) | 11 | Rissani         | 236,00 km | Jean Deschazeaux    | 2:39.27 | 88,81 km/h  | Bernard Darniche |

## Wyniki[2]
| Msc.                   | Kierowca               | Pilot                  | Samochód                 | Czas                   | Strata                 | Punkty                 |
| Klasyfikacja generalna | Klasyfikacja generalna | Klasyfikacja generalna | Klasyfikacja generalna   | Klasyfikacja generalna | Klasyfikacja generalna | Klasyfikacja generalna |
| ---------------------- | ---------------------- | ---------------------- | ------------------------ | ---------------------- | ---------------------- | ---------------------- |
| 1                      | Bernard Darniche       | Alain Mahé             | Alpine-Renault A110 1800 | 15:01.22               | 0.0                    | 20                     |
| 2.                     | Bob Neyret             | Jacques Terramorsi     | Citroën DS 23            | 15:20.04               | +18.42                 |                        |
| 3.                     | Richard Bochnicek      | Sepp-Dieter Kernmayer  | Citroën DS 23            | 15:34.37               | +33.15                 | 12                     |
| 4.                     | Raymond Ponnelle       | Pierre de Serpos       | Citroën DS 23            | 15:39.56               | +38.34                 |                        |
| 5.                     | Jean-Pierre Nicolas    | Michel Vial            | Alpine-Renault A110 1800 | 15:52.00               | +50.38                 |                        |
| 6.                     | Björn Waldegård        | Fergus Sager           | Fiat Abarth 124 Rallye   | 15:59.43               | +58.21                 |                        |
| 7.                     | Jean-Luc Thérier       | Christian Delferrier   | Alpine-Renault A110 1800 | 16:18.16               | +1:16.54               | 4                      |
| 8.                     | Jean Deschazeaux       | Jean Plassard          | Citroën DS 23            | 16:48.26               | +1:47.04               |                        |
| 9.                     | Lorenzo Merlone        | Riccardo Mortara       | Volvo 142 S              | 17:53.47               | +2:52.25               |                        |
| 10.                    | Claudine Trautmann     | Marie-Pierre Palayer   | Peugeot 504              | 18:03.33               | +3:02.11               |                        |

## Klasyfikacja producentów po 5 rundach
| Lp | Producent      | Pkt. |
| -- | -------------- | ---- |
| 1  | Alpine Renault | 72   |
| 2  | Fiat           | 31   |
| 3  | Citroën        | 27   |
| 4  | Datsun         | 22   |
| 5  | Saab           | 20   |

- Uwaga: Tabela obejmuje tylko pięć pierwszych miejsc.